# رالف دان
رالف دان (انگلیسی: Ralph Dunn؛ ۲۳ مهٔ ۱۹۰۰ – ۱۹ فوریهٔ ۱۹۶۸) یک هنرپیشه اهل ایالات متحده آمریکا بود.
از فیلم‌ها یا برنامه‌های تلویزیونی که وی در آن نقش داشته است می‌توان به منشی همه‌کاره او اشاره کرد.